# Atembeke
Atembeke is een gehucht op de grens van  Onkerzele en Moerbeke, deelgemeenten van de stad Geraardsbergen in de Belgische provincie Oost-Vlaanderen.
Het gehucht ligt aan de westelijke voet van de Bosberg, in het natuurreservaat Raspaillebos.
Het ligt 1 kilometer ten noorden van het dorp en 4 km ten oosten van de stadskern van Geraardsbergen.

## Geschiedenis
Oude vermeldingen van de naam gaan terug tot de 13de eeuw in de persoonsnaam "de tatenbeke". Dit zou afkomstig zijn van de Germaanse persoonsnaam "Tato" met het achtervoegsel -beke. Uit 15de eeuw en later dateren vermeldingen van "tatenbeke" als plaatsnaam. De begin-t werd foutief als apart woord gezien, waarbij men "Tatenbeke" interpreteerde als "Te Atenbeke": uit de 17de en 18de eeuw dateren vermeldingen als "t'atenbeke". Daarna werd vanaf de 19de eeuw de plaats vermeld als variant van "Atembeke".
In Atembeke en omgeving woonden in de zestiende eeuw veel calvinisten. In 1578 plunderden zij de Sint-Antoniuskerk van Moerbeke. In 1589 vluchtte een groep Calvinisten, opgejaagd door een groep katholieken uit Lessen, in de kerk van Moerbeke. De Lessenaars sloten de kerk van buiten af en staken haar in brand. Informatie over het aantal verbrande Calvinisten lijkt nergens te vinden. In 1676 werd door onbekenden brand gesticht in de herstelde kerk.
Eind 16de en begin 17de eeuw stonden een aantal mensen uit Moerbeke-Atembeke en Deux-Acren terecht wegens hekserij. Anna Persoons, een 75-jarige gehuwde vrouw uit Atembeke was de laatste vrouw die in 1608 in het Land van Aalst als heks verbrand werd.
De Villaretkaart uit het midden van de 18de eeuw toont hier het gehucht Atenbeeck; de Ferrariskaart uit de jaren 1770 toont het gehucht als T'Atenbeke.
Op het eind van het ancien régime, toen tijdens de Franse bezetting op het eind van de 18de eeuw de gemeenten werden gecreëerd, werd het grootste deel van het gehucht ondergebracht in de gemeente Moerbeke. Het westelijke deel kwam in de gemeente Onkerzele te liggen.
Begin jaren 1960 werd hier een kerkje opgetrokken, gewijd aan Onze-Lieve-Vrouw van Vreugde.
Bij de gemeentelijke fusies van 1971 werd Onkerzele bij Geraardsbergen gevoegd, en bij de fusies van 1977 werd Moerbeke bij Geraardsbergen gevoegd, waardoor het gehucht voortaan volledig binnen één gemeente kwam te liggen.

## Bezienswaardigheden
- De Onze-Lieve-Vrouwekerk is een eenvoudig bakstenen kerkje met voorgebouwd portaal en voorzien van een dakruiter. De kerk werd gebouwd in 1962 en in 2006 werd hij onttrokken aan de eredienst [3].
- De Onze-Lieve-Vrouw van het Raspailleboskapel

## Nabijgelegen kernen
Moerbeke, Geraardsbergen, Onkerzele, Sint-Paulus, Galmaarden. 
Deelgemeenten: Geraardsbergen · Goeferdinge · Grimminge · Idegem · Moerbeke · Nederboelare · Nieuwenhove · Onkerzele · Ophasselt · Overboelare · Schendelbeke · Smeerebbe-Vloerzegem · Viane · Waarbeke · Zandbergen · Zarlardinge

Overige plaatsen: Atembeke · Smeerebbe · Vloerzegem

Belgische gemeenten · Arrondissement Aalst · Oost-Vlaanderen · Vlaanderen